# Coquelicot Asleep in the Poppies: A Variety of Whimsical Verse
Albums de of Montreal
The Gay Parade
(2000) Aldhils Arboretum
(2002)
Coquelicot Asleep in the Poppies: A Variety of Whimsical Verse est le quatrième album studio du groupe américain of Montreal. Cet album a longtemps été considéré comme leur plus ambitieux.